# Márton Báder
Márton Báder (Budapest, 23 settembre 1980) è un ex cestista ungherese.

## Palmarès
- Campionato croato: 1

Cibona Zagabria: 2006-07
- Coppa d'Ungheria: 4

Szolnoki Olaj: 2011, 2012, 2014, 2015